# Josep Maria Arnau i Pascual
Josep Maria Arnau i Pascual (Arenys de Mar, 7 de setembre de 1831 - 4 d'agost de 1913), advocat i dramaturg, pioner en la Renaixença catalana.
Fou un dels comediògrafs teatrals més populars de l'època. Començà a escriure en castellà però a partir de 1864 només utilitzà el català.
Publicà obres de gran èxit com ara Les Ametlles d'Arenys (1860), Els Banys de Caldetes, Un pollastre aixellat, La mitjana taronja i Dones, entre molts d'altres.
En les seves obres, la majoria estrenades al Teatre Romea de Barcelona, defugia les paraules del mal gust i emprava mots propis d'Arenys, introduint-hi una ironia que sovint ridiculitzava les dones tafaneres o carrinclones.
En faltar-li el seu fill deixà d'escriure i es reclogué a casa seva fins que va morir. És enterrat al Cementiri d'Arenys de Mar.

## Obra dramàtica
- La pubilla del Vallès, comèdia en dos actes i en vers estrenada al teatre Romea, el 19 de setembre de 1866.
- Al altre món, 2 actes.
- Un embolic de cordes, 2 actes, estrenada al teatre Romea, el 8 d'abril de 1867.
- Un pollastre eixelat, 1 acte, estrenada al teatre Romea, el 17 de setembre de 1867.
- Els banys de Caldetes, 1 acte, estrenada al teatre Romea, el 13 de novembre de 1867.
- Les ametlles d'Arenys, 1 acte, estrenada al teatre Romea, el 22 de febrer de 1868.
- Fotografies, 1 acte.
- La mitjana taronja, 3 actes, estrenada al teatre Romea, el 3 març de 1868.
- Les pubilles i els hereus, 3 actes, estrenada al teatre Romea, el 12 de gener de 1869.
- Les tres alegries, 1 acte.
- En lo camp i en la ciutat, 3 actes.
- A bordo i en terra, 3 actes.
- Dones, 3 actes.